# Allium dilatatum
Allium dilatatum är en amaryllisväxtart som beskrevs av Constantine Zahariadi. Allium dilatatum ingår i släktet lökar, och familjen amaryllisväxter. Inga underarter finns listade i Catalogue of Life.